# Via dei Monti Lariani
La via dei Monti Lariani è un percorso escursionistico costituito in gran parte da sentieri e mulattiere che fiancheggia il lato occidentale del lago di Como partendo dalla città di Cernobbio e terminando nei pressi della torre Nuova di Sorico.
Il tragitto completo è lungo circa 125 km e per lunghi tratti coincide con la variante settentrionale del sentiero Italia in Lombardia. Tutto il lungo itinerario è ben segnalato e secondo il progetto del C.A.I. di Como si divide in quattro tappe.

## Descrizione

### Prima tappa: Cernobbio - San Fedele Intelvi
Segnavie rosso bianco rosso ed il numero 1.

La prima parte è una lunga salita su mulattiere da Cernobbio ai piedi della vetta del monte Bisbino. Dal Bisbino si percorre un lungo arco boscoso in cresta che porta fino all'interessante Sasso Gordona. Una vetta rocciosa utilizzata come caposaldo della Frontiera Nord, il sistema difensivo popolarmente noto come Linea Cadorna. Lungo questo tratto si incontrano molte caserme dismesse della Guardia di finanza perché un tempo era molto frequentato da contrabbandieri trovandosi sul confine con la Svizzera.

Si entra quindi nella val d'Intelvi e si raggiunge San Fedele dove si trova facilmente alloggio.
Bretelle in corrispondenza dei paesi di Moltrasio, Carate Urio e Schignano.
Facoltative le salite alla vetta del monte Bisbino, monte Colmegnone, chiesetta di San Bernardo, sasso Gordona, pizzo della Croce e monte Generoso.

### Seconda tappa: San Fedele Intelvi - Val Menaggio
Segnavie rosso bianco rosso ed il numero 2.

Questo tracciato utilizza in gran parte strade costruite durante la prima guerra mondiale nell'ambito della Frontiera Nord.

Il paesaggio cambia ed è più scoperto permettendo di godere magnifici scorci sul lago di Como, il lago del Piano ed il Ceresio.
Molte le stradine, in forte pendenza, (bretelle) permettono di scendere nella località rivierasche, una caratteristiche di tutte le tappe.

La val Menaggio offre molte opportunità di alloggio.
Bretelle in corrispondenza dei paesi di Ossuccio, Lenno, Tremezzo, Griante.
Facoltative le salite alla vetta del monte Costone, alla cima della Duaria e la variante passante per le vette del monte di Lenno, monte Calbiga, monte di Tremezzo e monte Crocione.

### Terza tappa: Val Menaggio - Garzeno
Segnavie rosso bianco rosso ed il numero 3.

Qui si percorre a mezza costa una zona un po' selvaggia. Importante lo snodo di Breglia dove incrocia il sentiero delle 4 valli, un lungo itinerario che porta alla frazione Dasio di Valsolda e si può salire al rifugio Menaggio, punto di partenza dell'alta via del Lario, un percorso impegnativo quasi sempre oltre i 2000 metri.

Bretelle in corrispondenza dei paesi di Acquaseria, Santa Maria Rezzonico, Cremia, Pianello e Musso.
Facoltative le salite alla vetta del monte Grona e monte Bregagno.

Possibilità di alloggio a Garzeno.

### Quarta tappa: Garzeno - Sorico
Segnavie rosso bianco rosso ed i numeri 4/A e 4/B.

Tappa molto lunga, forse è meglio dividerla in due tratti come suggerisce la stessa segnaletica che marca "A" fino a Peglio e "B", dopo, fino a Sorico.

Si attraversano la Valle Albano e la Val San Jorio che sono disabitate e molto selvagge dove è possibile incontrare caprioli, camosci, marmotte ed anche aquile.
Facoltative le salite alla vetta del Monte Duria, Monte della Croce, Monte Berlinghera. Una variante alla tappa è la salita da Livo alla capanna Como ed al lago Darengo.

## Storia
Molte delle località toccate sono alpeggi di mezza stagione detti "mûnt" (quelli estivi si chiamano "alp"), da questo ha origine il nome Via dei Monti Lariani. Infatti la strada, mantenendosi ad un'altezza media di mille metri, collega questo tipo di insediamenti.
In questa zona, fino a metà Novecento, i bovini vengono spostati 4 volte nell'arco dell'anno. Ogni famiglia possiede una o più bestie che durante l'inverno restano in paese, normalmente sito in riva al lago, in primavera salgono ai Monti, in estate alle Alpi poi in autunno tornano ai Monti.
Da lungo tempo nessuno più possiede l'animale di famiglia ed i contadini di professione concentrano il bestiame nelle poche Alpi rimaste attive, quindi la maggior parte di questi antichi complessi rustici è in rovina o è stata convertita ad uso turistico.